# Fernando Raposo
Fernando Raposo (Stoccarda, 7 luglio 1989) è un cestista francese con cittadinanza portoghese.